# Rinaldo Dami
Rinaldo Dami (* 29. September 1923 in Cismon del Grappa; † 15. Februar 1979 in Mailand), auch als Roy D’Amy oder Rinaldo D’Ami bekannt, war ein italienischer Comic-Künstler und Illustrator. Er war einer der renommiertesten Vertreter des italienischen Comics in den 1950er und 1960er Jahren. Sein Spezialgebiet waren Western-Comics.

## Leben
Während des Zweiten Weltkriegs diente Dami bei den italienischen Luftstreitkräften an der Nordafrikafront, wo er 1943 in britische Kriegsgefangenschaft geriet. Er wurde zunächst in ein Internierungslager nach Algerien und schließlich nach Malta gebracht. Diesem Umstand war es zu verdanken, dass er die englische Sprache erlernte und die Welt der Comics kennenlernte. Besonders faszinierten ihn die US-amerikanische Autoren Milton Caniff, Frank Robbins und Alex Toth. Nach seiner Rückkehr nach Mailand im Jahr 1947 arbeitete er im Werbe- und Animationsbereich. Er wurde Mitarbeiter im Filmstudio von Nino Pagot, wo er als Zeichner am Animationsfilm I fratelli Dinamite (1949) beteiligt war. Dieses Werk gilt als einer der ersten abendfüllenden Zeichentrickfilme Italiens und als erster italienischer Film, der in Technicolor gedreht wurde. 1948 gab er sein Debüt als Comiczeichner bei der Reihe Bleck e Gionni von Andrea Lavezzolo. Im selben Jahr begann er seine Zusammenarbeit mit Edizioni Audace, wo er neben Guido Zamperoni und Franco Donatelli an der Comicreihe La pattuglia dei senza paura des Texters Giovanni Luigi Bonelli beteiligt war. 1949 schuf er unter dem Pseudonym Roy D’Amy die Comicreihe Mani in Alto (zu deutsch etwa: Hände Hoch!) über die Abenteuer des Kavallerie-Sergeants Teddy Star, die zu seinen erfolgreichsten Werken zählt. Diese Reihe ist 1954 in Deutschland unter dem Titel Sheriff Teddy im Walter Lehning Verlag erschienen. In den 1950er Jahren gehörte Dami zu den Zeichnern der Comic-Reihe Pecos Bill von Texter Guido Martina und Chefzeichner Raffaele Paparella. Sie erschien 1971 in Deutschland im Bildschriftenverlag. 1952 zeichnete er 18 Episoden der Reihe Gordon Jim über die Abenteuer eines schottischen Adeligen zur Zeit des Amerikanischen Unabhängigkeitskriegs, die 1956 in einer englischen Übersetzung in der britischen Comic-Zeitschrift Knockout veröffentlicht wurde. 1954 gründete Dami mit seinem Bruder Piero in Mailand die Künstleragentur Studio Creazioni D’Ami, bei der zahlreiche namhafte Comiczeichner unter Vertrag waren, darunter Gino D’Antonio, Ruggero Giovannini, Ferdinando Tacconi, Sergio Tarquinio, Sergio Asteriti, Enrico Bagnoli, Dino Battaglia, Franco Bignotti, Renzo Calegari, Antonio Canale, Leone Cimpellin, Aldo Di Gennaro, Giorgio De Gaspari, Nadir Quinto, Sergio Tuis, Franco Tarantola und Mario Uggeri. Ferner stellte die Agentur die Gestaltungsarbeit für ausländische Verlage und Agenturen zur Verfügung, darunter für Fleetway in England und für Editions Lug in Frankreich. Von 1954 bis 1957 arbeitete Dami für das wöchentliche Kindermagazin Corriere dei Piccoli, in dem er die humorvollen Comic-Geschichten Scuterino und Indianetto veröffentlichte. 1956 war er am Comic Davy Crockett von Carlo Porziani und Renzo Calegari beteiligt. 1958 gründete er gemeinsam mit Carlo Porziani die Agentur Agenzia di produzioni editoriali Dami, die auf informativ-pädagogische Bücher spezialisiert war. 1960 kam es zum Bruch zwischen den Dami-Brüdern. Während Rinaldo weiter mit Porziani zusammenarbeitete, gründete Piero den Kinderbuch-Verlag Dami Editore.
Ende der 1960er Jahre legte Dami sein Hauptaugenmerk auf Tierbücher für Kinder. Für den Verlag Casa Editrice in Mailand gab er 22 Bände der Reihe Guarda e scopri gli animali heraus, von denen 20 in der Reihe Bunter Kinder-Kosmos in einer deutschen Übersetzung bei der Franckh’schen Verlagshandlung in Stuttgart erschienen.

## Werke (Auswahl)
Werke in deutscher Übersetzung, Herausgegeben unter dem Namen Rinaldo D. D’Ami:
- Bunter Kinder-Kosmos: Tiere in Wald und Flur, 1968
- Bunter Kinder-Kosmos: Tiere in Feld und Hof, 1968
- Bunter Kinder-Kosmos: Tiere in Haus und Garten, 1969
- Bunter Kinder-Kosmos: Tiere in Schilf und See, 1970
- Bunter Kinder-Kosmos: Tiere in Urwald und Wüste, 1970
- Bunter Kinder-Kosmos: Tiere aus Steppe und Dschungel, 1970
- Bunter Kinder-Kosmos: Tiere an Strand und Küste, 1971
- Bunter Kinder-Kosmos: Tiere aus Pampa und Tropenwald, 1971
- Bunter Kinder-Kosmos: Tiere aus Prärie und Strom, 1972
- Bunter Kinder-Kosmos: Tiere aus Berg und Tal, 1972
- Bunter Kinder-Kosmos: Tiere in Fluß und Teich, 1972
- Bunter Kinder-Kosmos: Tiere aus Ozean und Tiefsee, 1972
- Bunter Kinder-Kosmos: Tiere in Eis und Schnee, 1973
- Bunter Kinder-Kosmos. Tiere der Ur- und Vorzeit, 1973
- Bunter Kinder-Kosmos: Tiere in Busch und Regenwald, 1974
- Bunter Kinder-Kosmos: Tiere in Wind und Meer, 1974
- Bunter Kinder-Kosmos: Tiere in Gefahr, 1976
- Bunter Kinder-Kosmos: Bedrohte Tiere, 1976
- Bunter Kinder-Kosmos: Kleine Tierkinder, 1977
- Bunter Kinder-Kosmos: Große Tierkinder, 1978